# Marek Fisz
Marek Fisz (geb. Mojżesz Fisz; * 15. Januar 1910 in Szydłowiec; † 4. November 1963 in New York City) war ein polnischer Mathematiker, der vor allem auf dem Gebiet der Wahrscheinlichkeitstheorie und Mathematischen Statistik gearbeitet hat.

## Leben und Wirken
Marek Fisz studierte von 1934 bis 1939 Mathematik an der Fakultät für Mathematik und Naturwissenschaften der Universität Warschau. Während des Studiums arbeitete er in der Erwachsenenbildung als Mathematiklehrer. 1939 schrieb er bei Stanisław Saks seine Master-Arbeit Konforme Transformationen von einfach zusammenhängenden und zweifach zusammenhängenden Räumen.
Während des Zweiten Weltkrieges lebte er in der Sowjetunion. Dort heiratete er 1944 Olga Gukov, mit der er einen Sohn Alexander (* 1946) hatte. 1946 kehrte er nach Polen zurück. Dort arbeitet er als Lehrer und von 1947 bis 1951 als wissenschaftlicher Mitarbeiter im Statistischen Amt Warschau. 1950 wurde sein Geburtsname Mojżesz Fisz in Marek Fisz geändert.
1951 wurde er mit einer Arbeit über Stichprobenverfahren in der Qualitätskontrolle bei Hugo Steinhaus und Edward Marczewski an der Universität Breslau promoviert. Er lehrte an der Universität Warschau, wo er 1957 außerordentlicher Professor wurde. 1955 lehrte er als Gast drei Monate an der Universität Moskau und 1957 ein Semester an der Peking-Universität.
1960 ging Fisz in die Vereinigten Staaten. Dort lehrte er an der University of Washington in Seattle, an der Stanford University, an der Columbia University und an der New York University.
Sein Lehrbuch Wahrscheinlichkeitsrechnung und mathematische Statistik erschien erstmals 1954 in polnischer Sprache und wurde in die deutsche und in die englische Sprache übersetzt.

## Schriften
- Rachunek prawdopodobieństwa i statystyka matematyczna. Państwowe Wydawnictwo Naukowe, Warschau 1954.
Deutsch: Wahrscheinlichkeitsrechnung und mathematische Statistik (= Hochschulbücher für Mathematik. Band 40). Deutscher Verlag der Wissenschaften, Berlin 1958. 11. Auflage 1989.